# Lars Villiger
Lars Villiger (* 29. April 2003 in Muri AG) ist ein Schweizer Fussballspieler. Er spielt als Mittelstürmer beim FC Luzern.

## Karriere

### Verein
Villiger wurde beim FC Sins, Zug 94, SC Kriens und FC Luzern ausgebildet. Noch als A-Junior spielte er im Juni 2021 erstmals für die zweite Mannschaft des FC Luzern in der viertklassigen 1. Liga und bestritt mit ihr bis zum Saisonende drei Ligapartien. In der folgenden Saison 2021/22 spielte er hauptsächlich in der zweiten Mannschaft und erreichte mit ihr 2022 den Aufstieg in die Promotion League. Dort war Villiger in der anschließenden Saison 2022/23 mit 10 Toren in 21 Spielen in der Promotion League massgeblich am Erfolg der Mannschaft und dem Gewinn der Meisterschaft beteiligt.
Daraufhin stattete ihn der Verein Anfang April 2023 mit einem Profivertrag aus und nahm ihn in die erste Mannschaft auf. Bereits einen Tag später am 2. April 2023 debütierte er bei der 2:1-Niederlage gegen den FC Sion in der ersten Mannschaft des FC Luzern in der Super League, als er in der Schlussphase für Asumah Abubakar eingewechselt wurde. Bis zum Saisonende kam er in jedem der elf restlichen Spiele zum Einsatz und stand dabei sieben Mal in der Startelf, wobei ihm ein Tor gelang. Auch in der folgenden Spielzeit 2023/24 spielte er regelmäßig und erzielte in insgesamt 34 Ligaspielen sechs Tore, womit er gemeinsam mit dem Mittelfeldspieler Max Meyer der beste Torschütze seiner Mannschaft wurde.

### Nationalmannschaft
Seit September 2023 gehört Villiger dem Kader der Schweizer U21-Nationalmannschaft an.